# 旅路 (1958年の映画)
『旅路』（たびじ、Separate Tables）は、1958年のアメリカ合衆国のドラマ映画。監督はデルバート・マン、出演はデボラ・カーとリタ・ヘイワースなど。テレンス・ラティガンの1954年初演の舞台劇『銘々のテーブル』をラティガン自らの脚色（ジョン・ゲイとの共同脚本）で映画化した作品である。

## ストーリー
イギリスの海に面した小さな町ボーンマスを舞台に、季節外れの古ぼけた小さな観光ホテル「ボーリガード」に滞在している人々を描いた群像劇。

## キャスト
- シビル・レイルトン=ベル: デボラ・カー - 内気な女性。
- アン・シャンクランド: リタ・ヘイワース - 派手な宿泊客。
- アンガス・ポロック少佐: デヴィッド・ニーヴン - シビルと互いに惹かれあっている。
- パット・クーパー: ウェンディ・ヒラー - ホテルの経営者。
- ジョン・マルコム: バート・ランカスター - アメリカ人作家。パットと婚約中。
- レイルトン=ベル夫人: グラディス・クーパー - シビルの母。
- レディ・マシスン: キャスリーン・ネスビット - 貴族階級出身。
- ファウラー氏: フェリックス・アイルマー（英語版） - 過去の思い出だけに生きている男。
- チャールズ: ロッド・テイラー - 医学生。
- ジーン: オードリー・ダルトン（英語版） - チャールズの恋人。
- ミス・ミーチャム: メイ・ホーラット（英語版）[注 2] - 競馬好き。
- ドリーン: プリシラ・モーガン（英語版）

### 日本語吹替版
| 役名                 | 俳優                 | 日本語吹替                                 |
| 役名                 | 俳優                 | NETテレビ版                                |
| -------------------- | -------------------- | ------------------------------------------ |
| アン・シャンクランド | リタ・ヘイワース     | 旗和子                                     |
| シビル               | デボラ・カー         | 水城蘭子                                   |
| ポロック少佐         | デヴィッド・ニーヴン | 中村正                                     |
| ジョン               | バート・ランカスター | 久松保夫                                   |
| パット・クーパー     | ウェンディ・ヒラー   | 北里深雪                                   |
| チャールズ           | ロッド・テイラー     | 市川治                                     |
| その他               |                      | 河村久子 北原文枝 津田まり子 栗葉子 勝田久 |
| 日本語吹替版スタッフ |                      |                                            |
| 演出                 |                      |                                            |
| 翻訳                 | 翻訳                 | 木原たけし                                 |
| 効果                 |                      |                                            |
| 調整                 |                      |                                            |
| 制作                 | 制作                 | 東北新社                                   |
| 解説                 | 解説                 | 淀川長治                                   |
| 初回放送             | 初回放送             | 1967年3月4日 『土曜洋画劇場』              |

※日本語吹替はDVD収録、約95分。

## 製作
原作の舞台劇は当初、ローレンス・オリヴィエとヴィヴィアン・リー（当時は夫婦）が主役を演じる計画があったが、オリヴィエが映画『リチャード三世』の仕事に入っていたため、実現がならなかった。

## 作品の評価

### 映画批評家によるレビュー
Rotten Tomatoesによれば、17件の評論のうち高評価は65%にあたる11件で、平均点は10点満点中7.5点となっている。

### 受賞歴
| 映画祭・賞           | 部門                    | 候補                              | 結果       |
| -------------------- | ----------------------- | --------------------------------- | ---------- |
| アカデミー賞         | 作品賞                  |                                   | ノミネート |
| アカデミー賞         | 主演男優賞              | デヴィッド・ニーヴン              | 受賞       |
| アカデミー賞         | 主演女優賞              | デボラ・カー                      | ノミネート |
| アカデミー賞         | 助演女優賞              | ウェンディ・ヒラー                | 受賞       |
| アカデミー賞         | 脚色賞                  | ジョン・ゲイ テレンス・ラティガン | ノミネート |
| アカデミー賞         | 撮影賞（白黒）          | チャールズ・ラング・Jr            | ノミネート |
| アカデミー賞         | 劇・喜劇映画音楽賞      | デイヴィッド・ラクシン            | ノミネート |
| ゴールデングローブ賞 | 作品賞 (ドラマ部門)     |                                   | ノミネート |
| ゴールデングローブ賞 | 監督賞                  | デルバート・マン                  | ノミネート |
| ゴールデングローブ賞 | 主演男優賞 (ドラマ部門) | デヴィッド・ニーヴン              | 受賞       |
| ゴールデングローブ賞 | 主演女優賞 (ドラマ部門) | デボラ・カー                      | ノミネート |